# Condado de Cecil
El condado de Cecil es un condado ubicado en el estado de Maryland. Su nombre es el de Cæcilius Calvert, segundo Barón de Baltimore (1605-1675) quien fue el primer propietario de la colonia de Maryland desde 1632 y hasta su muerte en 1675. La sede del condado es Elkton. El periódico más antiguo es The Cecil Whig. En 2000 su población es de 85.951 habitantes.

## Leyes y gobierno
El Condado de Cecil es gobernado por comisionados del condado; esta es la forma tradicional de gobierno en los condados de Maryland.

## Historia
Condado de Cecil fue creado en 1674 por proclamación del gobernador. Fue creado a partir de porciones de los condados de Baltimore y Kent.

## Demografía
Según el censo de 2000, el condado cuenta con 85.951 habitantes, 31.223 hogares y 23.292 familias que residentes. La densidad de población es de 95 hab/km² (247 hab/mi²). Hay 34.461 unidades habitacionales con una densidad promedio de 38 u.a./km² (99 u.a./mi²). La composición racial de la población del condado es 93,39% Blanca, 3,91% Afroamericana, 0,33% Nativa americana, 0,69% Asiática, 0,03% De las islas del Pacífico, 0,50% de Otros orígenes y 1,15% de dos o más razas. El 1,52% de la población es de origen Hispano o Latino cualquiera sea su raza de origen.
De los 31.223 hogares, en el 37,00% viven menores de edad, 58,60% están formados por parejas casadas que viven juntas, 11,10% son llevados por una mujer sin esposo presente y 25,40% no son familias. El 19,90% de todos los hogares están formados por una sola persona y 7,10% incluyen a una persona de más de 65 años. El promedio de habitantes por hogar es de 2,71 y el tamaño promedio de las familias es de 3,12 personas.
El 27,70% de la población del condado tiene menos de 18 años, el 7,50% tiene entre 18 y 24 años, el 31,20% tiene entre 25 y 44 años, el 23,20% tiene entre 45 y 64 años y el 10,50% tiene más de 65 años de edad. La mediana de la edad es de 36 años. Por cada 100 mujeres hay 98,20 hombres y por cada 100 mujeres de más de 18 años hay 95,70 hombres.
La renta media de un hogar del condado es de $50.510, y la renta media de una familia es de $56.469. Los hombres ganan en promedio $40.350 contra $28.646 por las mujeres. La renta per cápita en el condado es de $21.384. 7,20% de la población y 5,40% de las familias tienen entradas por debajo del nivel de pobreza. De la población total bajo el nivel de pobreza, el 9,20% son menores de 18 y el 7,70% son mayores de 65 años.

## Ciudades y pueblos
Estas son las municipalidades oficiales del estado.
1. Cecilton (desde 1864)
2. Charlestown (desde 1742)
3. Chesapeake City (desde 1849)
4. Elkton (desde 1787)
5. North East (desde 1849)
6. Perryville (desde 1882)
7. Port Deposit (desde 1824)
8. Rising Sun (desde 1860)